# Podněsterská železnice
Podněsterská železnice (moldavsky Калеа фератэ Нистрянэ, rusky Приднестровская железная дорога, ukrajinsky Придністровська залізниця) je státní podnik mezinárodně neuznané Podněsterské moldavské republiky zabývající se provozem a údržbou železničních tratí na území Podněstří.
Vnitrostátní doprava nemá pro Podněstří prakticky žádný význam z důvodu směru tratí západ - východ, ve kterém je protáhlé území neuznané republiky široké maximálně 25 km.
Založením společnosti v roce 2004, kdy se zhoršily vztahy mezi Podněsterskou moldavskou republikou a Moldavskem, vyšly železnice na území Podněstří ze soustavy Drah Moldavské republiky (moldavsky Calea Ferată din Moldova). Společnost spravuje 162,63 km tratí o rozchodu 1520 mm.

## Galerie

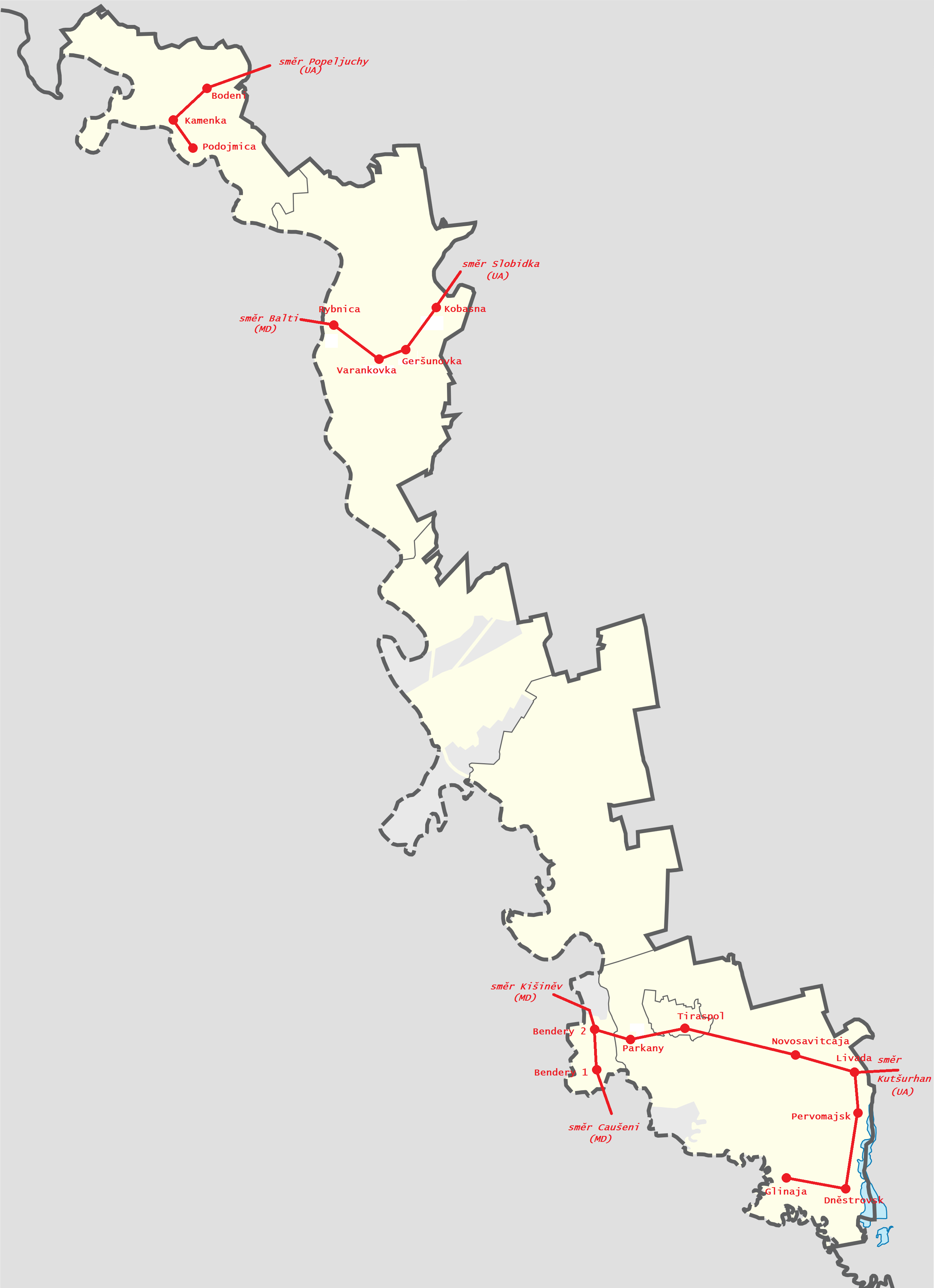
Schéma tratí na území Podněstří
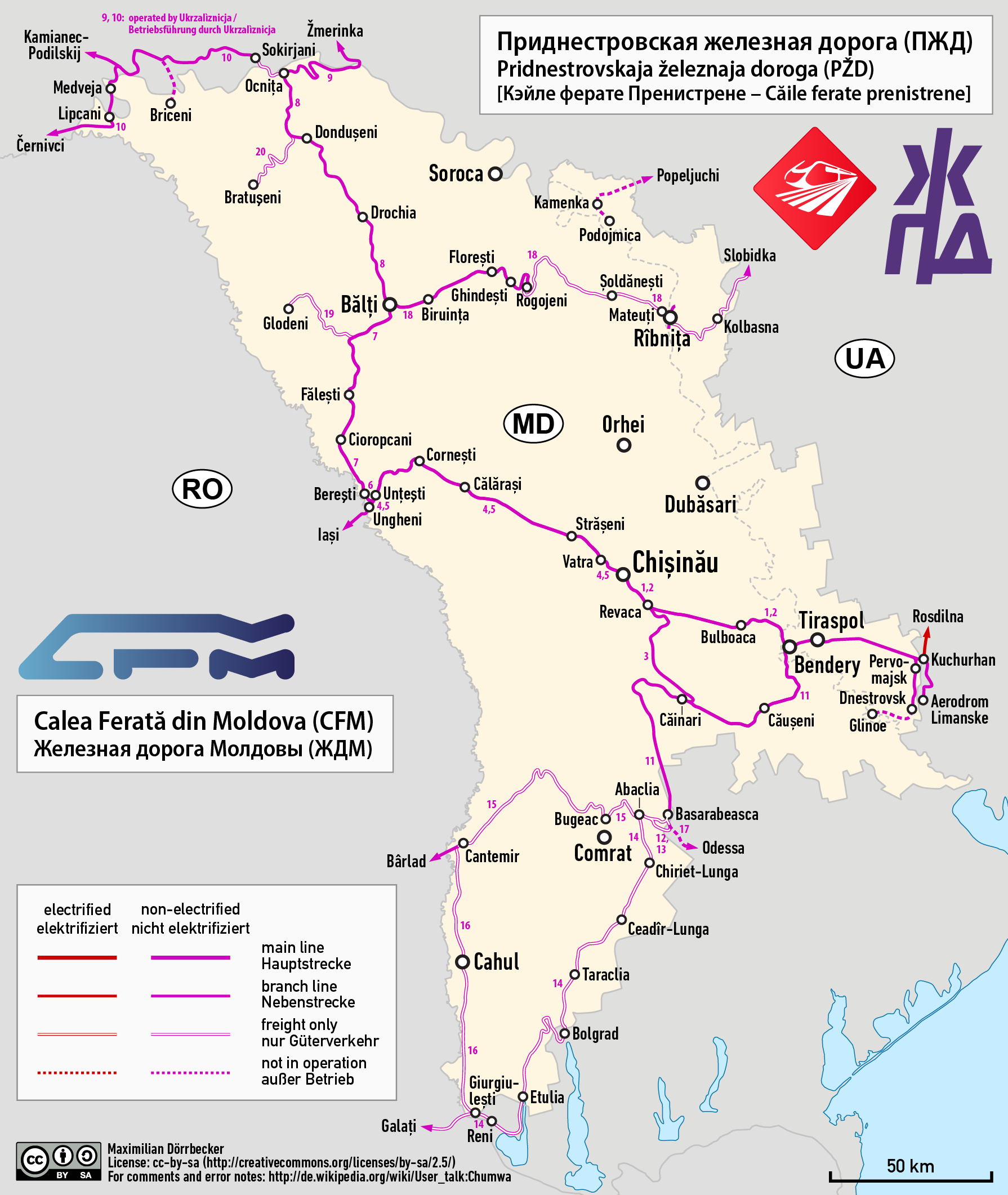